# Al-Majd Sports Club
O Al-Majd Sports Club é um clube de futebol com sede em Damasco, Síria. A equipe compete no Campeonato Sírio de Futebol.

## História
O clube foi fundado em 1934.